# サンジャイ・ミシュラー (俳優)
サンジャイ・ミシュラー（Sanjay Mishra、1963年10月6日 - ）は、インドのヒンディー語映画で活動する俳優。主にドラマ映画とコメディ映画に出演しており、『Ankhon Dekhi』『Vadh』でフィルムフェア賞 審査員選出男優賞を受賞している。また、1999 クリケット・ワールドカップ期間中にESPN Fox Sportsが使用したアイコン・キャラクターのアップル・シン役でも知られている。

## 生い立ち
ビハール州ダルバンガー出身。父シャンブー・ナート・ミシュラーは報道情報局の職員であり、祖父母は行政職員を務めていた。サンジャイ・ミシュラーは父の転勤でヴァーラーナシーに移住し、同地のケンドリヤー・ヴィディヤーラーヤBHUに進学した。その後は国立演劇学校に進学して演技を学び、1989年に卒業した。

## キャリア

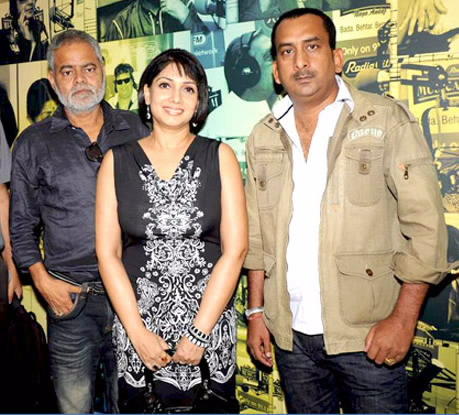
『Office Office』オーディオリリース・イベントに出席するサンジャイ・ミシュラー、アスワーニー・ジョーシー、ヘマント・パンディ（2011年）

サンジャイ・ミシュラーはコマーシャルや小規模映画の端役としてキャリアを始め、ミリンダのコマーシャルではアミターブ・バッチャンと共演している。1991年に『Chanakya』に出演し、1995年に『Oh Darling! Yeh Hai India!』で映画デビューした。その後は『Satya』『ディル・セ 心から』『Office Office』に出演し、2005年に出演した『Bunty Aur Babli』『Apna Sapna Money Money』で知名度を上げたことをきっかけに、それまで出演していたテレビシリーズを降板し、活動拠点を映画業界に移した。
2006年はヒット作の『Golmaal: Fun Unlimited』に出演し、その後は『All the Best: Fun Begins』『Phas Gaye Re Obama』で知名度を上げ、『Pranaam Walekum』『Dhama Choukdhi』では監督を務めている。2014年にはラジャット・カプールの『Ankhon Dekhi』に出演して高い評価を受け、フィルムフェア賞 審査員選出男優賞を受賞した。これにより、サンジャイ・ミシュラーはコメディ俳優からシリアスなドラマ俳優としても知られるようになった。これ以降に出演した『Bhoothnath Returns』『Kick』『ヨイショ! 君と走る日』『プレーム兄貴、王になる』『勇者は再び巡り会う』でも好意的な評価を得ており、2015 クリケット・ワールドカップの期間中には「Mauka Mauka」というコマーシャルにも出演している。

## フィルモグラフィー

### 出演

#### 映画
- Oh Darling! Yeh Hai India!（1995年）
- Rajkumar（1996年）
- Wajood（1998年）
- ディル・セ 心から（1998年）
- Satya（1998年）
- Jung（2000年）
- Phir Bhi Dil Hai Hindustani（2000年）
- Jwalamukhi（2000年）
- Albela（2001年）
- Bagawat Ek Jung（2001年）
- Kuch Tum Kaho Kuch Hum Kahein（2002年）
- Saathiya（2002年）
- Chhal（2002年）
- Amma（2003年）
- Zameen（2003年）
- Plan（2004年）
- Charas（2004年）
- Bunty Aur Babli（2005年）
- Tango Charlie（2005年）
- Bluffmaster!（2005年）
- Apna Sapna Money Money（2006年）
- Golmaal: Fun Unlimited（2006年）
- Tom, Dick, and Harry（2006年）
- Pyare Mohan（2006年）
- Welcome（2007年）
- Dhamaal（2007年）
- Journey Bombay to Goa（2007年）
- Rangli Chunariya Tere Naam（2007年）
- Anwar（2007年）
- Guru（2007年）
- Golmaal Returns（2008年）
- Roadside Romeo（2008年）
- C Kkompany（2008年）
- God Tussi Great Ho（2008年）
- Tashan（2008年）
- Krazzy 4（2008年）
- One Two Three（2008年）
- Rama Rama Kya Hai Dramaa?（2008年）
- Halla Bol（2008年）
- Angrezi Mein Kehte Hain（2008年）
- Thanks Maa（2009年）
- Naughty at 40	（2009年）
- Meri Padosan（2009年）
- Kya Time Hai Yaar	（2009年）
- Khallballi!: Fun Unlimited（2009年）
- All the Best: Fun Begins（2009年）
- Love Khichdi（2009年）
- Sankat City（2009年）
- Meri Padosan（2009年）
- Ek: The Power of One（2009年）
- Aloo Chaat（2009年）
- Jugaad（2009年）
- Phas Gaye Re Obama（2010年）
- Toonpur Ka Superrhero（2010年）
- Golmaal 3（2010年）
- The Camp（2010年）
- Mar Jawan Gur Khake（2010年）
- Chase（2010年）
- Pappu Can't Dance Saala（2010年）
- Atithi Tum Kab Jaoge?（2010年）
- Hello Darling（2010年）
- Chatur Singh Two Star（2011年）
- Chala Mussaddi... Office Office（2011年）
- Bin Bulaye Baraati（2011年）
- Satrangee Parachute（2011年）
- Utt Pataang（2011年）
- Kushal Mangal（2011年）
- Shaadii Ke Liiye Loan（2011年）
- Kya Karein Kya Na Karein（2011年）
- Hum Tum Shabana（2011年）
- Bumboo（2012年）
- Be Careful（2012年）
- Delhi Safari（2012年）
- Khiladi 786（2012年）
- ターバン魂（英語版）（2012年）
- Joker（2012年）
- Boss（2013年）
- War Chhod Na Yaar（2013年）
- うそつきは警官の始まり（2013年）
- Janta v/s Janardan – Bechara Aam Aadmi（2013年）
- Singh Saab the Great（2013年）
- Just U & Me（2013年）
- Jolly LLB（2013年）
- Saare Jahaan Se Mehnga（2013年）
- Zed Plus（2014年）
- Spark（2014年）
- Kick（2014年）
- Chal Bhaag（2014年）
- Bhoothnath Returns（2014年）
- Lucky Kabootar（2014年）
- Ankhon Dekhi（2014年）
- Gollu Aur Pappu（2014年）
- 勇者は再び巡り会う（英語版）（2015年）
- Sankarabharanam（2015年）
- プレーム兄貴、王になる（2015年）
- Shaadi Abhi Baaki Hai（2015年）
- Hogaya Dimaagh Ka Dahi（2015年）
- Meeruthiya Gangsters（2015年）
- Thoda Lutf Thoda Ishq（2015年）
- Second Hand Husband（2015年）
- Miss Tanakpur Haazir Ho（2015年）
- Kick 2（2015年）
- 生と死と、その間にあるもの（英語版）（2015年）
- Baankey Ki Crazy Baraat（2015年）
- Dhondooss Just Chill（2015年）
- ヨイショ! 君と走る日（英語版）（2015年）
- Chal Guru Ho Jaa Shuru（2015年）
- Objection My God（2015年）
- Shor Se Shuruaat（2016年）
- Gandhigiri（2016年）
- Exotic Bride（2016年）
- Yeh Hai Lollipop（2016年）
- Baaghi（2016年）
- Great Grand Masti（2016年）
- Global Baba（2016年）
- Santa Banta Pvt Ltd（2016年）
- Muskurahatein（2017年）
- Golmaal Again（2017年）
- ニュートン（英語版）（2017年）
- Baadshaho（2017年）
- Guest iin London（2017年）
- Kadvi Hawa（2017年）
- Laali Ki Shaadi Mein Laaddoo Deewana（2017年）
- Brina（2017年）
- Anaarkali of Aarah（2017年）
- 弁護士ジョリー2〜真実を白日のもとに（英語版）（2017年）
- Prakash Electrician（2017年）
- Ekkees Tareekh Shubh Muhurat（2018年）
- FryDay（2018年）
- Bhaiaji Superhit（2018年）
- Nine Hours In Mumbai（2018年）
- BRINA（2018年）
- Mangal Ho（2018年）
- Angrezi Mein Kehte Hain（2018年）
- Ammaa Ki Boli（2019年）
- P Se Pyaar F Se Faraar（2019年）
- Jabariya Jodi（2019年）
- Ammaa Ki Boli（2019年）
- Milan Talkies（2019年）
- Rakkhosh（2019年）
- Total Dhamaal（2019年）
- Bahut Hua Samman（2020年）
- Yaara（2020年）
- Gwalior（2020年）
- Tanhaji（2020年）
- Kaanchli Life in a Slough（2020年）
- Kaamyaab（2020年）
- Waah Zindagi（2021年）
- 36 Farmhouse（2022年）
- Bachchhan Paandey（2022年）
- Bhool Bhulaiyaa 2（2022年）
- Cirkus（2022年）
- Vadh（2022年）
- Holy Cow（2022年）
- Hume Toh Loot Liya（2023年）
- 囚われし者 ボーラー（英語版）（2023年）
- Jogira Sara Ra Ra（2023年）
- Mumbaikar（2023年）
- Coat（2023年）
- Guthlee Ladoo（2023年）
- Dvand: The Internal Conflict（2023年）
- バクシャク -犯罪の告発-（英語版）（2024年）

#### テレビシリーズ
- Chanakya（1991年）
- Sorry Meri Lorry（1995年）
- Kabhi Paas Kabhi Fail（1996年）
- Naya Daur（1996年）
- Aahat（1996年）
- Hum Bambai Nai Jayenge（1997年）
- Bhawron Ne Phool Khilaya（1998年）
- Just Mohhabbat（1998年）
- Gharwali Baharwali（1999年）
- Break Ke Baad（1999年）
- Hip Hip Hurray（1999年）
- Office Office（2000年）
- CID（2001年）
- Ram Khilawan And Family（2002年）
- Line of Control（2002年）
- Public Hai Sab Jaanti Hai（2003年）
- Woh Dus Din（2003年）
- Naya Office Office（2004年）
- Baat Ek Raat Ki（2004年）
- Mohalla Mohabbat Wala（2005年）
- Lapataganj（2008年）
- Comedy Circus（2008年）
- Taarak Mehta Ka Ooltah Chashmah（2013年）
- Booo Sabki Phategi（2019年）
- Runaway Lugaai（2021年）
- Bed Stories（2022年）

### 監督
- Dhama Choukdhi（2012年）
- Pranaam Walekum（2015年）

## 受賞歴
| 年                           | 部門                       | 作品                           | 結果             | 出典             |
| フィルムフェア賞             | フィルムフェア賞           | フィルムフェア賞               | フィルムフェア賞 | フィルムフェア賞 |
| ---------------------------- | -------------------------- | ------------------------------ | ---------------- | ---------------- |
| 2015年                       | 審査員選出男優賞           | 『Ankhon Dekhi』               | 受賞             | [ 16 ]           |
| 2016年                       | 助演男優賞                 | 『生と死と、その間にあるもの』 | ノミネート       | [ 17 ]           |
| 2021年                       | 審査員選出男優賞           | 『Kaamyaab』                   | ノミネート       | [ 18 ]           |
| 2023年                       | 審査員選出男優賞           | 『Vadh』                       | 受賞             | [ 16 ]           |
| フィルムフェアOTT賞          |                            |                                |                  |                  |
| 2021年                       | コメディシリーズ助演男優賞 | 『Runaway Lugaai』             | ノミネート       |                  |
| ジー・シネ・アワード         |                            |                                |                  |                  |
| 2016年                       | 助演男優賞                 | 『生と死と、その間にあるもの』 | 受賞             | [ 19 ]           |
| スター・スクリーン・アワード |                            |                                |                  |                  |
| 2011年                       | コメディアン賞             | 『All the Best: Fun Begins』   | 受賞             |                  |
| 2015年                       | 主演男優賞                 | 『Ankhon Dekhi』               | ノミネート       |                  |
| 2018年                       | 批評家選出主演男優賞       | 『Anaarkali of Aarah』         | ノミネート       |                  |
| 製作者組合映画賞             |                            |                                |                  |                  |
| 2011年                       | コメディアン賞             | 『Phas Gaye Re Obama』         | ノミネート       | [ 20 ]           |
| 2016年                       | 助演男優賞                 | 『ヨイショ! 君と走る日』       | ノミネート       | [ 21 ]           |
| FOIオンライン賞              |                            |                                |                  |                  |
| 2015年                       | 助演男優賞                 | 『生と死と、その間にあるもの』 | ノミネート       |                  |
| 2020年                       | 主演男優賞                 | 『Kaamyaab』                   | ノミネート       |                  |
| ジャグラン映画祭             |                            |                                |                  |                  |
| 2014年                       | 主演男優賞                 | 『Ankhon Dekhi』               | 受賞             |                  |
| 2015年                       | 助演男優賞                 | 『生と死と、その間にあるもの』 | 受賞             |                  |
| インド・テリー賞             |                            |                                |                  |                  |
| 2003年                       | コメディアン賞             | 『Public Hai Sab Janti Hai』   | ノミネート       |                  |
| 2004年                       | コメディアン賞             | 『Public Hai Sab Janti Hai』   | ノミネート       | [ 22 ]           |